# عمه التجسيم
عمه التجسيم هو عدم القدرة على التعرف على الأشياء بلمسها فحسب دون رؤيتها. وهو شكل من أشكال العمه اللمسي الذي لا يستطيع الفرد المصاب به التمييز بين الأشياء من خلال الإمساك بها، على الرغم من سلامة الإحساس. ومع غياب الرؤية (في حالة غلق العينين على سبيل المثال) لا يتمكن الإنسان المصاب بعمه التجسيم من التعرف على ما يضعه في يده. وعلى خلاف العمه، عندما يتمكن الفرد المصاب من رؤية الشيء يستطيع أيضًا التعرف عليه بنجاح.
ويرتبط عمه التجسيم بآفات تصيب الفص الجداري أو عمود الظهر أو الفص الجداري الصدغي القذالي (مناطق الارتباط الخلفية) لنصف كرة القشرة المخية الأيمن أو الأيسر.